# Долинівка (Болградський район)
Доли́нівка (у минулому: Село № 19, Ґнаденталь) — село Павлівської сільської громади Болградського району Одеської області, Україна. Засноване німецькими переселенцями.

## Історія
Перше поселення на цьому місці засновано німецькими колоністами і носило назву Гнаденталь або Нова Сарата. На момент заснування німецька колонія відносилася до Аккерманського повіту Бессарабської губернії Російської імперії.
Станом на 1886 у німецькому поселенні Ґнаденталь Саратської волості Аккерманського повіту Бессарабської губернії мешкало 1017 осіб, налічувалось 126 дворів, існували лютеранська церква, школа та 2 лавки.
1918 село увійшло до складу Румунського королівства, яке зберігло права самоуправління німців. А вже 1940, згідно з Пактом Молотова — Ріббентропа, Румунія передала територію Бессарабії до складу СРСР. Село Гнаденталь перейменовано на Долинівку та включено до складу УРСР. Німці села Гнаденталь 1940 незаконно депортовані до Німеччини. На їх місце комуністи почали завозити примусових колоністів із Сумської, Вінницької та Кіровоградської областей СРСР. Відразу ж переселенців загнали у колгосп ім. Чапаєва. Першим головою колгоспу був Іларіон Павленко.
З початком 1941 німецько-російської війни, переселенців у селі Долинівка вивезли за межі Бессарабії. 1945 їх знову завезли на територію Ґнаденталя, а вже 1946 комуністи їх піддали тортурам голодом.
14 листопада 1945 село Гнаденталь перейменовано на Долинівка, Гнадентальська сільська рада на Долинівську.
1958 колгосп Чапаєва об'єднали з колгоспом «Шлях Ілліча» (с. Павлівка Арцизького району). Колгосп ім. Чапаєва став комплексною бригадою колгоспу «Шлях Ілліча». 1962 Долинівська комплексна бригада відокремилася від колгоспу «Шлях Ілліча», ставши колгоспом імені Чапаєва. 1963 при об'єднанні районів колгосп ім. Чапаєва перейменований в колгосп ім. Мічуріна.
12 червня 2020 року, відповідно до Розпорядження Кабінету Міністрів України від № 724-р «Про визначення адміністративних центрів та затвердження територій територіальних громад Одеської області», увійшло до складу Павлівської сільської територіальної громади.
19 липня 2020 року, в результаті адміністративно-територіальної реформи і ліквідації Арцизького району, село увійшло до складу новоутвореного Болградського району.

## Населення
Згідно з переписом 1989 року населення села, яке тоді входило до складу Павлівської сільської ради, становило 775 осіб, з яких 348 чоловіків та 427 жінок.
За переписом населення 2001 року в селі мешкала 741 особа.

### Мова
Розподіл населення за рідною мовою за даними перепису 2001 року:
| Мова       | Відсоток |
| ---------- | -------- |
| російська  | 79,36 %  |
| українська | 17,04 %  |
| болгарська | 2,13 %   |
| молдовська | 1,33 %   |
| гагаузька  | 0,13 %   |

## Символіка

### Герб
Дорослі лелеки символізують перших німців — колоністів, які створили своє поселення 1830 під назвою Милостива Долина, а малі лелеки символізують сучасне населення, яке продовжило життя села під назвою Долинівка. Сама композиція символізує єдність народів, мир, добробут і злагоду. Лелека у слов'ян — символ сім'ї, сімейного благополуччя, любові до рідного дому і землі. Золоте сонце символізує південний край, світло, тепло і достаток. Срібний, білий колір символізує чистоту і невинність. Лазурний символізує красу, гідність.

## Відомі люди
- Іммануель Бауманн[de] — у Долинівці народився Верховний Пастор лютеранської церкви, який після вигнання у 1940 німців з Бессарабії, керував громадою Бессарабських німців у Німеччині.
- Уго Кнауер[de] — німецький політик та мер міста Гердеке.
- Якоб Крокер — російсько-німецький теолог менонітів.
- Чернишов Дмитро Юрійович  — український військовослужбовець, учасник російсько-української війни, кавалер ордена  «За мужність» ІІІ ступеню[8][9].